# Castelo Strathaven

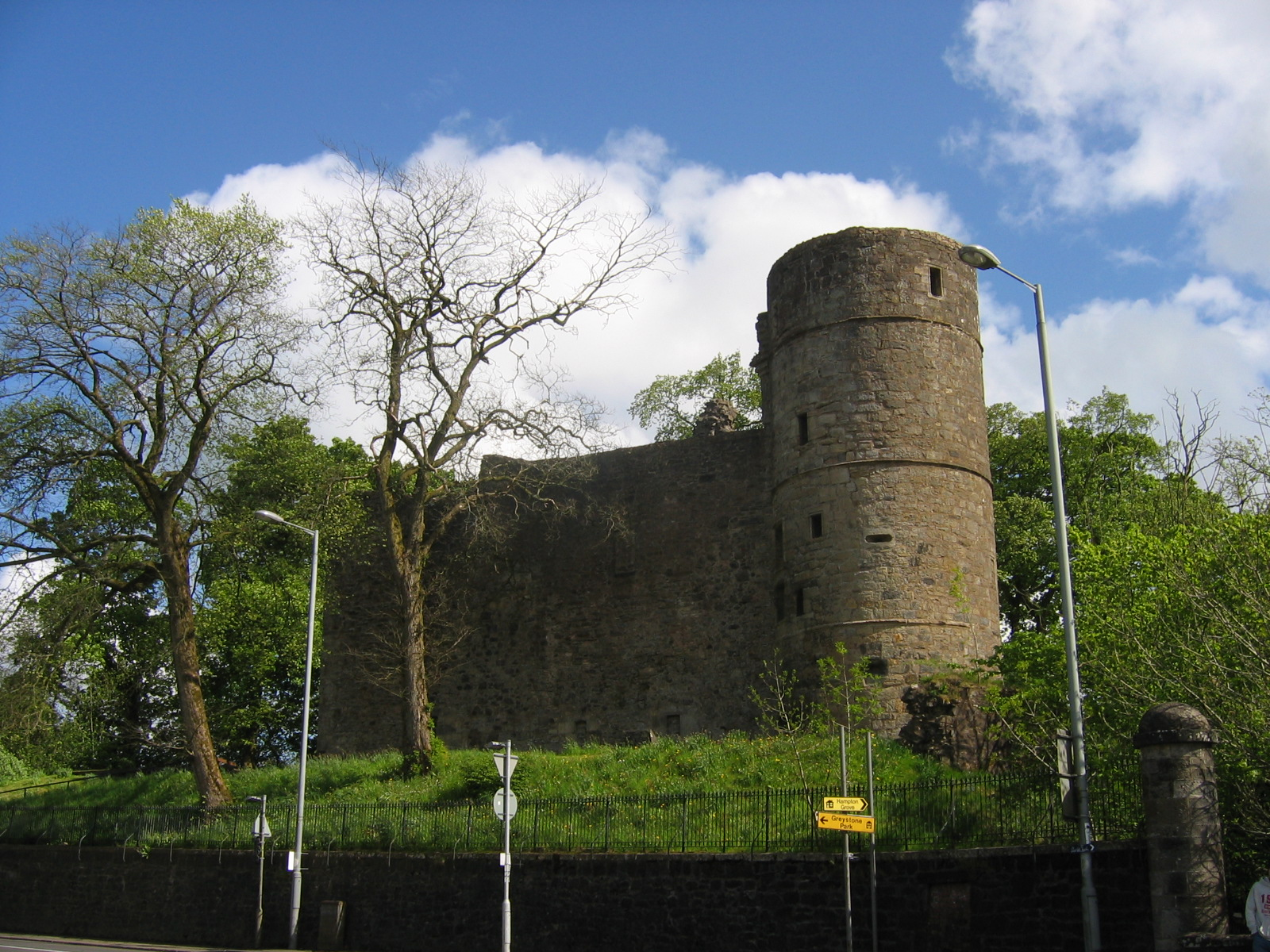
Castelo Strathaven, Escócia

O Castelo Strathaven (em inglês:  Strathaven Castle) é um castelo do século XV atualmente em ruínas localizado em Avondale, South Lanarkshire, Escócia.

## História
O castelo provavelmente terá sido construído no século XV.
Erigido por Andrews Stewart, neto ilegítimo do 2º Duque de Albany que obteve o título em 1456 e tornou-se Lorde de Avondale em 1457, tendo sido a última ocupação da duquesa de Hamilton, que morreu em 1717.

## Estrutura
Mede 21 metros por 11 metros, com torres de quatro pisos, tendo o castelo em si três pisos
Encontra-se classificado na categoria "B" do "listed building" desde 12 de janeiro de 1971.